# Biollante
Biollante (ビオランテ, Biorante) est un kaiju qui apparaît pour la première fois en 1989 dans le film Godzilla vs Biollante. Il s'agit d'un monstre créé génétiquement en laboratoire à partir de cellules de Godzilla ainsi que d'un rosier, dans lequel un scientifique pense que sa fille s'est réincarnée. Selon les personnages du film, Biollante posséderait ainsi une âme humaine.

## Liste des apparitions

### Films
- 1989 : Godzilla vs Biollante, de Kazuki Ōmori

### Jeux vidéo
- Super Godzilla (Snes - 1993)
- Godzilla Trading Battle (PlayStation - 1998)
- Godzilla: Save the Earth (Xbox, PS2 - 2004)
- Godzilla: Unleashed (Wii - 2007)
- Godzilla (PS3, PS4 - 2014)

### Bande-dessinée
- Godzilla: Rulers of Earth (comic de IDW - 2013/2014)